# 安迪·迪亚斯
安迪·迪亚斯·埃尔南德斯（西班牙語：Andy Díaz Hernández，1995年12月25日—），古巴、意大利男子田径运动员，2019年泛美运动会男子三级跳远铜牌得主、2024年夏季奥林匹克运动会男子三级跳远铜牌得主。